# Nørresø (Ringkøbing-Skjern Kommune)
 For alternative betydninger, se Nørresø. (Se også artikler, som begynder med Nørresø)
Nørresø  tidligere  Aabjerg Sø, er den sydligst beliggende sø, i Natura 2000-område nr. 72 Husby Sø og Nørresø og ligger i Ringkøbing-Skjern Kommune syd for Nissum Fjord. Nørresø er på 114 ha, og har en gennemsnitsdybde på 1,05 meter,
en største dybde på 1,7 meter og et vandvolumen på 1,24 millioner m³.
Søen havde oprindelig forbindelse til Ringkøbing Fjord mod syd, men i forbindelse med et større landvindingsprojekt 1940-1949 blev den inddiget, og forbindelsen mod syd blev afbrudt, så den nu har afløb til Nissum Fjord mod nord, via Husby Sø og en gravet kanal - Staby Kast.
Søens opland består hovedsageligt af afvandede landbrugsarealer (ca. 80%), hvorfra vandet pumpes ind i søerne via pumpestationer.
Nørresø og dens omgivelser, et areal på 140 ha, blev fredet i 1956.. Der blev i 2005 fundet 25 plantearter, heraf 19 arter af undervandsplanter, 2 arter af kransnålalger, og 4 arter af flydebladsvegetation. Der blev registreret 8 vandaksarter. 5 arter af vandplanterne er med på den danske gulliste.
Umiddelbart vest for søen findes Vedersø Præstegård, hvor Kaj Munk boede fra 1924 til 1944.